# Фірулі
Фірулі́ (рос. Фирули) — присілок у складі Таборинського району Свердловської області. Входить до складу Таборинського сільського поселення.
Населення — 13 осіб (2010, 19 у 2002).
Національний склад населення станом на 2002 рік: росіяни — 100 %.